# Ekimia
Ekimia là chi thực vật có hoa trong họ Apiaceae.